# ルーク・アイリング
- ルーク・エイリング

ルーク・デイヴィッド・アイリング（Luke David Ayling , 1991年8月25日 - ）は、イングランド・ロンドン・ランベス区ランベス出身のサッカー選手。ミドルズブラFC所属。ポジションはDF。
『ルーク・エイリング』と表記されることもある。

## クラブ経歴
10歳の時にアーセナルFCのユースアカデミーに入団。2009年にトップチーム昇格を果たすも、出場機会を得られず、ルーキーシーズン途中にEFLリーグ1 (3部リーグ)のヨーヴィル・タウンFCにローン移籍し、2010年夏に完全移籍。以降主力選手に成長し、2012-13シーズンは昇格プレーオフを勝ち抜きEFLチャンピオンシップ (2部リーグ)昇格した。しかし2013-14シーズンは2部リーグ最下位に終わり、1年で3部リーグに降格。
2014年7月8日、ブリストル・シティFCと3年契約を締結。加入1年目の2014-15シーズンは3部リーグで優勝し、2部リーグ昇格に貢献。
2016年8月11日、リーズ・ユナイテッドFCと3年契約を締結。加入3年目の2018-19シーズンは2部リーグで3位に入り、昇格プレーオフ出場権を獲得するも、1回戦で敗退。翌2019-20シーズンは2部リーグで優勝し、2003-04シーズン以来のプレミアリーグ復帰が決定。エイリング自身も初のプレミアリーグでのプレーが実現することになった。
2020-21シーズン開幕戦となった、2020年9月12日のリヴァプールFC戦で先発起用され、念願のプレミアリーグデビュー。試合は前シーズン王者相手に互角以上の闘いを見せ、アイリング自身の右サイドから積極的に攻撃を仕掛けた。しかし、モハメド・サラーにハットトリックを決められ、3-4で敗れた。
2024年1月、ミドルズブラFCにシーズン終了までのレンタルで移籍。5月27日に完全移籍となり、2年契約を結んだ。